# Красный терпуг
Красный терпуг, или зайцеголовый терпуг (лат. Hexagrammos lagocephalus) — морская донная рыба семейства терпуговых (Hexagrammidae). 

## Описание
Имеет массивное тело длиной до 60 см. Выделяют две форма красного терпуга: азиатскую и американскую (длиннобровую). У азиатской формы надглазничные мочки короткие и массивные, а у американской очень длинные.

У самцов окраска более тёмная, вишнёво-красная, нижняя часть головы оранжевая, живот серо-синий. Глаза красные. Нижние части грудных плавников, брюшные и анальные плавники чёрные. Края грудных, спинного и хвостового плавников красные или ярко-розовые. На туловище и плавниках голубые пятна. Мясо часто имеет синеватую окраску. Молодь зеленовато-бурая.

## Распространение
Красный терпуг встречается у берегов Хоккайдо, Камчатки, Курильских, Командорских и Алеутских островов (азиатская форма) и от Аляски до Калифорнии (американская форма).

## Хозяйственное значение
Хозяйственное значение маленькое. Мясо красного терпуга съедобное, но не слишком вкусное.